# 탐미사리

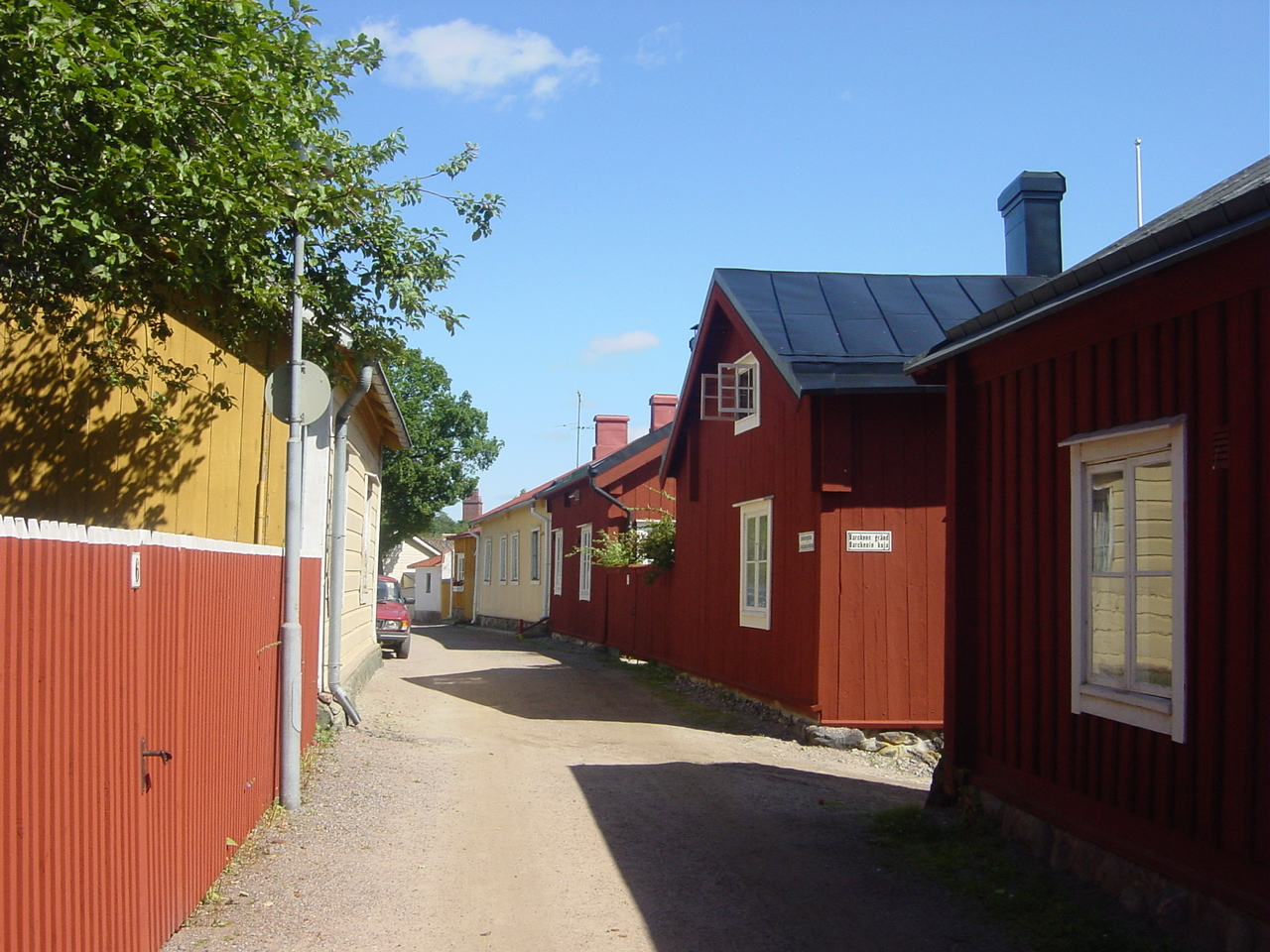
에케네스

에케네스의 위치

탐미사리(핀란드어: Tammisaari 탐미사리[*], 스웨덴어: Ekenäs 에케네스[*])는 핀란드 우시마 지역에 있던 도시로 면적은 1,873.38km2, 인구는 14,754명(2008년 12월 31일 당시 기준), 인구 밀도는 20.3명/km2이다.
2009년 1월 1일을 기해 카리스(Karis), 포흐야(Pohja)와 함께 라세보리(Raseborg)라는 이름의 지방 자치체로 통합되면서 소멸되었다. 전체 인구 가운데 81%는 스웨덴어를, 17%는 핀란드어를 구사했다.

시 문장